# Одесса (Орегон)
Одесса (англ. Odessa) — невключена громада в окрузі Клемет, штат Орегон, США. Одесса розташована вздовж Oregon Route 140 на південь від Rocky Point і приблизно в 25 миль (40 км) на північний захід від водоспаду Кламет. Одесса розташована вздовж західного берега озера Верхній Клемет поблизу національного лісу Фремонт-Вайнема.
З 1902 по 1919 рік в Одессі працювала поштова станція. Бланш Ґріффіт була однією з перших поштмейстерів. Відповідно до Географічних назв штату Орегон (OGN), наприкінці 1940-х років Ґріффіт сказав, що дружина брата її чоловіка назвала громаду на честь місця у Франції. Однак упорядник OGN вважав більш правдоподібним, що назва пов’язана з містом Одеса в Україні.
Громада була заснована в 1890-х роках як курортний готель і індійська торгова станція, а саме як кемпінг Одесса в національному лісі поблизу Одеси.